# Keltska Galija
Keltska Galija (latinsko Gallia Celtica) ali krajše Keltika je bila kulturna regija Galije, naseljena s Kelti, ki se nahaja v današnji Franciji, Švici, Luksemburgu in na zahodnem bregu Rena v Nemčiji. 
Po rimski etnografiji in Juliju Cezarju v njegovih Komentarjih galske vojne (Commentarii de bello Gallico) je bila Galija razdeljena na tri glavne regije: Belgiko, Akvitanijo in Keltiko. Prebivalci Belgike so se imenovali Belgi, prebivalci Akvitanije pa Akvitanci. Prebivalci keltske regije so se v svojem jeziku imenovali Kelti, kasneje pa jih je Julij Cezar imenoval Galci: 
Vsa Galija je razdeljena na tri dele, od katerih v enem živijo Belgi, v drugem Akvitanci, v tretjem tisti, ki se v svojem jeziku imenujejo Kelti, v našem Galci.
Podobno je delitev Galije opisal Plinij starejši.
Celotna Galija, ki jo razumemo pod skupnim imenom Comata, je razdeljena na tri skupine ljudi, ki so med seboj ločeni  po naslednjih rekah: od Scaldisa do Sequana je Belgica, od Sequane do Garumne je Celtica ali Lugdunensis in od Garumne do rta Pirenejske verige je Aquitanica, prej imenovana Aremorica.